# レオポルト3世 (リッペ侯)
レオポルト3世（ドイツ語: Leopold III.、1821年9月1日 - 1875年12月8日）は、リッペ侯国の君主（在位：1851年 - 1875年）。

## 生涯
リッペ侯レオポルト2世とエミリエ・フォン・シュヴァルツブルク＝ゾンダースハウゼンの長男として、デトモルトで生まれた。1851年1月1日に父が死去するとリッペ侯に即位した。1852年4月18日、ルードルシュタットでシュヴァルツブルク＝ルードルシュタット侯アルベルトの娘エリザベートと結婚した。
1854年3月9日、レオポルト3世は勅令を発して、ローマ・カトリック教会にカルヴァン派のリッペ州教会と同様の地位を与えた。15日には再び勅令を発して、ルーテル教会にも同様の地位を与えた。
レオポルト3世の治世中、リッペ侯国は大きな変革を迎えた。彼が即位した時点ではリッペ侯国がドイツ連邦の一員だったが、レオポルトがプロイセン王国を支持した1866年の普墺戦争の後はドイツ連邦が解体され、直後の1867年にはリッペ侯国が新しく成立した北ドイツ連邦に加入した。以降普仏戦争の後の1871年にドイツ帝国が成立するまでその一員にとどまった。
1875年夏、ドイツ皇帝ヴィルヘルム1世がトイトブルクの森のヘルマン記念碑の除幕式を執り行ったが、レオポルト3世は記念碑の建立を推進した人物の1人だった。除幕式の数か月後、レオポルト3世は体調を崩してデトモルトで死去したが、子供がなかったため弟のヴォルデマールがリッペ侯を継承した。
レオポルト3世は宮廷楽団を編成し、ルイ・シュポーアが献呈した歌曲を自ら披露するなど音楽愛好家としても知られた。作曲家のヨハネス・ブラームスは指揮者とレオポルト3世の妹フリーデリケの音楽教師として、1857年から1859年までレオポルト3世の宮廷で勤務した。この時に2つのセレナードを作曲している。レオポルト3世の死後に後継者のヴォルデマールは宮廷楽団を解散してしまった。